# Antonio Poveda Martínez
Antonio Poveda Martínez, también conocido como Toni Poveda (Valencia, 1969), es un activista del VIH y LGBTI español. Es gerente de la Coordinadora Estatal de VIH y SIDA (CESIDA) y vicepresidente de la Fundación Pedro Zerolo. Entre 2007 y 2012 fue el presidente de la Federación Estatal de Lesbianas, Gais, Transexuales y Bisexuales.

## Biografía
Antonio Poveda trabajó en Ford y fue militante sindical antes de comenzar su activismo LGBTI.
En 1991 comenzó su activismo en el Col·lectiu Lambda de Valencia, donde llegó a ser su coordinador general. En los años 2000 fue uno de los activistas que comenzaron la batalla judicial para conseguir el matrimonio igualitario en España, junto a Pedro Zerolo, Beatriz Gimeno o Boti García Rodrigo.
En 2007 fue elegido presidente de la FELGTB y sucedió a Beatriz Gimeno. Durante su presidencia, la FELGTB consiguió ser reconocida como organización consultiva del Consejo Económico y Social de las Naciones Unidas, convirtiéndose así en la cuarta organización LGBTI a nivel mundial y primera organización LGBTI latina en formar parte del mismo. Además, estos años estuvieron marcados por una fuerte oposición al Partido Popular, partido que mantuvo un recurso de inconstitucionalidad contra la ley del matrimonio igualitario aprobada en 2005.
En 2012, fue sucecido por Boti García Rodrigo al frente de la FELGTB. En la actualidad es gerente de la CESIDA y vicepresidente de la Fundación Pedro Zerolo.